# Huta Szklana (przystanek kolejowy)
Huta Szklana – nieczynny przystanek kolejowy w Hucie Szklanej, w powiecie czarnkowsko-trzcianeckim, w województwie wielkopolskim, w Polsce.